# سیارک ۲۲۷۸۴
سیارک ۲۲۷۸۴ (به انگلیسی: 22784 Theresaoei، نامگذاری:1999JM43) بیست و دو هزار و هفتصد و هشتاد و چهارمین سیارک کشف شده‌است که در ۱۰ مه ۱۹۹۹ کشف شد.
قدر مطلق سیارک برابر ۱۴٫۴ است.